# Ріроріро віялохвостий
Ріроріро віялохвостий (Gerygone flavolateralis) — вид горобцеподібних птахів родини шиподзьобових (Acanthizidae). Мешкає в тропічних лісах і чагарниках на Соломонових островах, Вануату та Новій Каледонії.

## Підвиди
Виділяють п'ять підвидів:
- G. f. flavolateralis (Gray, GR, 1859) (Нова Каледонія і острів Маре);
- G. f. lifuensis (Sarasin, 1913) (острів Ліфу);
- G. f. rouxi (Sarasin, 1913) (острів Увеа);
- G. f. correiae Mayr, 1931 (острови Бенкс і північне Вануату);
- G. f. citrina Mayr, 1931 (острів Реннелл).

Дослідники пропонують виділити підвид G. f. citrina в окремий вид роду ріроріро під назвою Gerygone citrina.